# Oliva bifasciata
Oliva bifasciata är en snäckart som beskrevs av Heinrich Carl Kuster 1878. Oliva bifasciata ingår i släktet Oliva och familjen Olividae. Utöver nominatformen finns också underarten O. b. sunderlandi.